# Rik Versonnen
Rik Versonnen (Leuven, 1919 - Spanje, 12 november 1997), was een Vlaamse kunstschilder, beeldhouwer en ontwerper van juwelen.

## Biografie
Rik Versonnen vestigde zich in de jaren 1960 te Brussel en had er een atelier in het poppentheater Toone. Hij ontwierp er poppenkoppen voor het marionettentheater. Later verhuisde hij naar Oostende en had een atelier in Oudenburg, maar hij verbleef ook regelmatig in het zuiden van Spanje. 
Tijdens zijn verblijf in Oostende werkte hij regelmatig op bladgoud, waarop hij in reliëf enkele lijnen en kleuren aanbracht en op die wijze een kunstwerk tot stand bracht.
Hij schilderde veel landschappen en marines, dikwijls met uitzonderlijke luchtpartijen, maar ook composities met bloemen en daarnaast portretten en romantische vrouwelijke figuren. Zijn werken zijn kleurrijk en poëtisch en hij gebruikte vaak originele lichteffecten.
In de jaren 1970 ontwierp hij affiches voor tentoonstellingen in Oostende, Nieuwpoort en Ieper
Een winterlandschap van Rik Versonnen wordt bewaard in het M-museum in Leuven.
- RKD-Nederlands Instituut voor Kunstgeschiedenis: 101853